# 甘肃棘豆
甘肃棘豆（学名：Oxytropis kansuensis）为豆科棘豆属下的一个种。